# Kościół Protestancki w Holandii

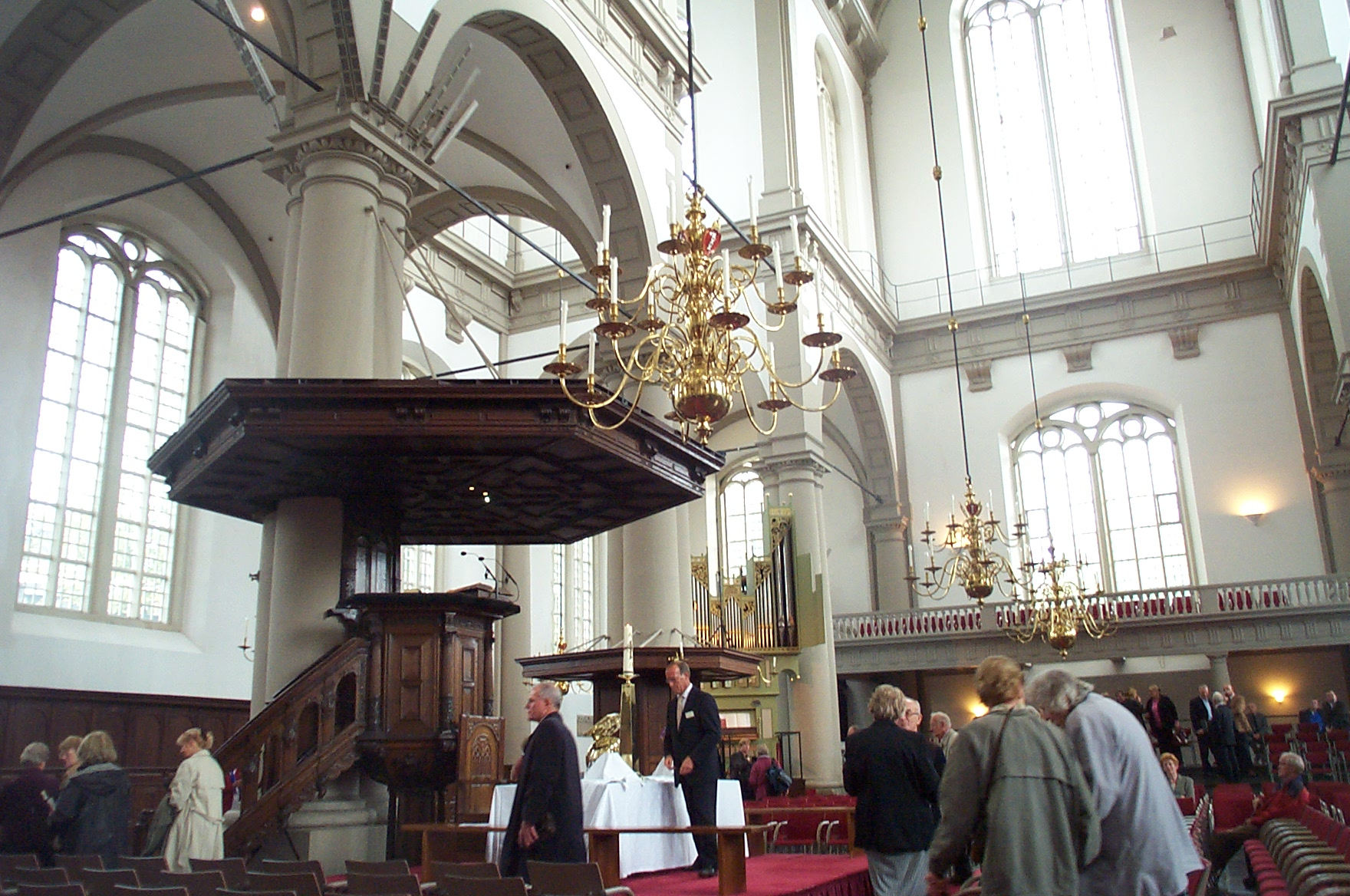
Kościół Westerkerk w Amsterdamie

Kościół Protestancki w Holandii (hol. Protestantse Kerk in Nederland, PKN) – Kościół ewangelicko-unijny w Holandii. 
W 2015 roku liczył 1 969 755 wiernych.   W 2019 roku liczył 1 577 429 wiernych. Na początku 2024 liczył 1 430 000 wiernych.
Wspólnota została utworzona 1 maja 2004 w wyniku połączenia Holenderskiego Kościoła Reformowanego, Reformowanych Kościołów w Holandii i Ewangelicko-Luterańskiego Kościoła w Królestwie Holandii. Proces zjednoczeniowy trwał od 1961. Kongregacje luterańskie tworzą Synod Luterański, który ma przedstawicieli w Synodzie Kościoła Protestanckiego. PKN należy zarówno do Światowego Aliansu Kościołów Reformowanych jak i do Światowej Federacji Luterańskiej.